# Хвостатка гирканская
Хвостатка гирканская (лат. Satyrium hyrcanica) — дневная бабочка из семейства голубянок. Первоначально вид был описан в качестве подвида Хвостатки Ледерера.

## Описание
Длина переднего крыла самцов 12—15 мм, самок 13—16 мм. Верхняя сторона крыльев самца тёмная, чёрно-коричневая, у основания крыльев — пепельно серая. Заднее крыло имеется хорошо различимое коричнево-оранжеватое пятно. Нижняя сторона крыльев оливково-серая. чёрные пятна, образующие рисунокна нижней стороне крыльев крупные. Заднее крыло снизу имеет полный ряд наружных и внутренних черных прикраевых пятен.

## Ареал
Турция, Северный Иран, Азербайджан, Грузия, Армения, Таджикистан, Афганистан, Юго-восточная часть Большого Кавказа, центральная часть Малого Кавказа, Джавахетско-Армянское плато.

## Биология
Вид населяет горные склоны, покрытые сухолюбивыми растениями и кустарниками. За год развивается в одном поколении. Встречается не часто. Самки откладывают яйца по одной штуке на ветви кормовых растений.